# Zac Jones
Zachary "Zac" Jones, född 18 oktober 2000, är en amerikansk professionell ishockeyback som spelar för New York Rangers i National Hockey League (NHL). Han har tidigare spelat för UMass Minutemen i National Collegiate Athletic Association (NCAA) och Tri-City Storm i United States Hockey League (USHL).
Jones draftades av New York Rangers i tredje rundan i 2019 års draft som 68:e spelare totalt.

## Statistik
| 2014–2015   | Richmond Generals                        | EJEPL       | 19 | 5  | 23 | 28 | 4  | 3 | 1 | 1 | 2 | 0 |
| 2015–2016   | Selects Academy at South Kent School U16 | USPHL       | 22 | 1  | 5  | 6  | 4  | 3 | 0 | 1 | 1 | 2 |
| 2016–2017   | Selects Academy at South Kent School U16 | USPHL       | 6  | 0  | 3  | 3  | 2  | 4 | 2 | 4 | 6 | 4 |
| 2017–2018   | Selects Academy at South Kent School U18 | USPHL       | 7  | 2  | 7  | 9  | 2  | 4 | 1 | 1 | 2 | 2 |
|             | Selects Academy at South Kent School U18 |             | 54 | 8  | 37 | 45 | 28 | — | — | — | — | — |
| 2018–2019   | Tri-City Storm                           | USHL        | 56 | 7  | 45 | 52 | 38 | 6 | 0 | 5 | 5 | 2 |
| 2019–2020   | UMass Minutemen                          | NCAA        | 32 | 3  | 20 | 23 | 24 | — | — | — | — | — |
| 2020–2021   | New York Rangers                         | NHL         | 1  | 0  | 0  | 0  | 0  | — | — | — | — | — |
|             | UMass Minutemen                          | NCAA        | 29 | 9  | 15 | 24 | 8  | — | — | — | — | — |
| NHL totalt  | NHL totalt                               | NHL totalt  | 1  | 0  | 0  | 0  | 0  | — | — | — | — | — |
| NCAA totalt | NCAA totalt                              | NCAA totalt | 61 | 12 | 35 | 47 | 32 | — | — | — | — | — |

### Internationellt
| Källa: Uppdaterad: 2021-04-23 | Källa: Uppdaterad: 2021-04-23 | Källa: Uppdaterad: 2021-04-23 |         | Utv = Utvisningsminuter | Utv = Utvisningsminuter | Utv = Utvisningsminuter | Utv = Utvisningsminuter | Utv = Utvisningsminuter |
| År                            | Lag                           | Mästerskap                    | Matcher | Mål                     | Assists                 | Poäng                   | Utv                     |                         |
| ----------------------------- | ----------------------------- | ----------------------------- | ------- | ----------------------- | ----------------------- | ----------------------- | ----------------------- | ----------------------- |
| 2020                          | USA                           | JVM                           | 5       | 1                       | 1                       | 2                       | 0                       |                         |
| Junior totalt                 | Junior totalt                 | Junior totalt                 | 5       | 1                       | 1                       | 2                       | 0                       |                         |